# 유우람 (축구 선수)
유우람(1984년 3월 16일~)은 대한민국의 전 축구 선수다.

## 선수 경력
인천대학교를 졸업하고 2007 K리그 드래프트를 통해 2순위로 인천 유나이티드에 입단하였다. 2009년 대전시티즌으로 이적하였다. 2011년 내셔널리그의 목포시청 축구단에서 활동하였고, 2012년 대전 시티즌으로 이적하였으나, 2013년 다시 내셔널리그의 목포시청 축구단에서 뛰게 되었다.
2020년 기준 K5리그 송월 FC 소속으로 아마추어 축구 선수로 활약하고 있다.